# 蛋白质方法
蛋白质方法（英語：Protein methods）指那些用于研究蛋白质的技术。
其中有研究蛋白质的遗传学方法、检测蛋白质的方法、分离与纯化蛋白质的方法以及其他表征蛋白质结构与功能的方法，其中常常需要首先将蛋白质纯化。

### 遗传学方法
- 概念翻译

许多蛋白质永远无法直接被测序，但是它们的氨基酸序列可以通过对已知mRNA序列进行“概念翻译”的手段获知。见：“遗传密码”。
- 位点专一诱变

### 检测蛋白质
- 显微术，蛋白质免疫染色
- 蛋白质免疫沉淀
- 免疫扩散
- 免疫电泳
- 免疫凝集
- 免疫印迹
- BCA蛋白质测定
- 蛋白质印迹
- 分光光度法
- 酶活性测定

### 蛋白质纯化
- 蛋白质分离
  - 色谱法
- 凝胶电泳
- 等电聚焦

### 蛋白质结构
- X射线晶体学
- 蛋白质核磁共振波谱法

## 蛋白质-DNA相互作用
- ChIP-on-chip
- Chip-Sequencing
- DamID
- 微型热迁移

## 其他方法
- 氢-氘交换
- 质谱法
- 分子动力学
- 蛋白质结构预测
- 蛋白质测序
- 蛋白质结构比对
- 蛋白质本体论
- 蛋白质合成
- 蛋白质组学
- 肽质量指纹图谱